# 촉토어 위키백과

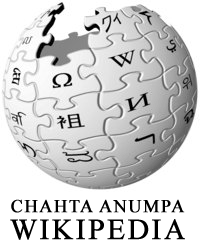

촉토어 위키백과는 촉토어로 운영되는 위키백과 언어판이다. 2004년 9월 22일에 시작되었다. 기호는 cho이다.